# Herbert Fitzgibbon
Herbert "Herb" Fitzgibbon (Garden City, Nova York, Estats Units, 14 de juliol de 1942) fou un tennista professional estatunidenc. Fou autor del llibre The Complete Racquet Sports Player.
Entre els èxits més importants del seu palmarès destaquen les medalles d'or en categoria de dobles mixtos i la de bronze en categoria individual en els Jocs Olímpics de 1968 a Ciutat de Mèxic, edició en la qual el tennis fou esport de demostració. També destaca el títol aconseguit a Cincinnati (1964), on disputà tres finals consecutives.